# SN 2008hl
SN 2008hl – supernowa odkryta 20 listopada 2008 roku w galaktyce NGC 7451. W momencie odkrycia miała maksymalną jasność 18,80m.